# Ishida Baigan
Ishida Baigan (石田 梅岩 (Thạch Điền Mai Nham) 12 tháng 10 năm 1685 – 29 tháng 10 năm 1744) là nhà diễn thuyết và nhà nho sống vào giữa thời Edo quê quán ở tỉnh Tanba, đồng thời là người sáng lập ra phong trào Tâm học Thạch Môn dựa trên Tân Nho giáo, nghiên cứu về học thuyết của Chu Hi, kết hợp Thần đạo lẫn Phật giáo, chủ trương nền giáo dục toàn diện bao gồm giáo huấn về luân lý và đạo đức.
Tác phẩm để đời của ông theo quan điểm ngày nay được đúc kết từ tư tưởng Nho giáo cho rằng người mà không thể tu thân tề gia thì khó lòng trị quốc nổi. Ý tưởng này là cơ sở cho nhiều nhà cải cách Nhật Bản đấu tranh cho quyền của phụ nữ, quyền con người và quyền của các dân tộc.